# Raoul Årmann
Raoul Nils Alvar Årmann (Stora Mellösa, 28 novembre 1895 – Mariefred, 29 marzo 1975) è stato uno schermidore svedese, vincitore di una medaglia di bronzo ai campionati internazionali di scherma del 1933.